# Streetsboro, Ohio
Streetsboro là một thành phố thuộc quận Portage, tiểu bang Ohio, Hoa Kỳ. Năm 2010, dân số của thành phố này là 16028 người.

## Dân số
- Dân số năm 2000: 12311 người.
- Dân số năm 2010: 16028 người.